# Лео Делиб
Лео Делиб (на френски: Clément Philibert Léo Delibes) е известен френски композитор на опери, балети и други творби за сцена.

## Биография

### Произход и детство
Делиб е роден в град Флеш през 1836 г. Неговата майка – Клеманс Батист, била дъщеря на певец в прочутата Опера комик, една от най-известните парижки оперни сцени през 19 век.
Всъщност цялото семейство Батист било много музикално и младият Лео започва да учи музика с майка си и вуйчо си Едуард, който бил органист в парижката църква „Сент Йосташ“ и професор по пеене в консерваторията. Бащата на Делиб – Филибер Делиб, бил обикновен човек. Работел като пощенски чиновник. През 1847 г. той починал и момчето заедно с майка си се преселило в Париж.

## Творби
Балети
- La Source („Ручеят“, 1866)
- Valse ou Pas de Fleurs for Adolphe Adam's Le Corsaire (1867)
- Coppelia („Копелия“, 1870)
- Sylvia („Силвия“, при втората редакция „Фадета“, 1876)

Опери
- Maître Griffard („Майстор Грифар“, 1857)
- Monsieur de Bonne-Etoile („Господинът от „Бон Етоал“, 1860)
- Les Musiciens d'Orchestre („Музикантите от оркестъра“, 1861)
- Le Jardinier et son Seigneur („Градинарят и неговият господар“, 1863)
- Le Boeuf Apis („Бикът Апис“, 1865)
- Malbrough s'en va-t-en Guerre (1867; само четвърто действие)
- La Cour du Roi Pétaud (1869)
- Fleur-de-lys (1873)
- Le Roi l’a Dit („Така каза кралят“, 1873)
- Jean de Nivelle („Жан дьо Нивел“, 1880)
- Lakmé („Лакме“, 1883)
- Kassya („Касия“, 1893)

Оперети
- Deux sous le Charbon ou Le Suicide de Bigorneau („За две су въглища“, 1856)
- Deux Vieilles Gardes („Двете стари пазачки“, 1856)
- Six Demoiselles à Marier („Шест момичета се омъжват“, 1856)
- L'Omelette à la Follembuche (1859)
- Les Eaux d'Ems (1861)
- Mon Ami Pierrot (1862)
- Le Serpent à Plumes (1864)
- L'Ecossais de Chatou (1869)